# Straßenbahn Brasília

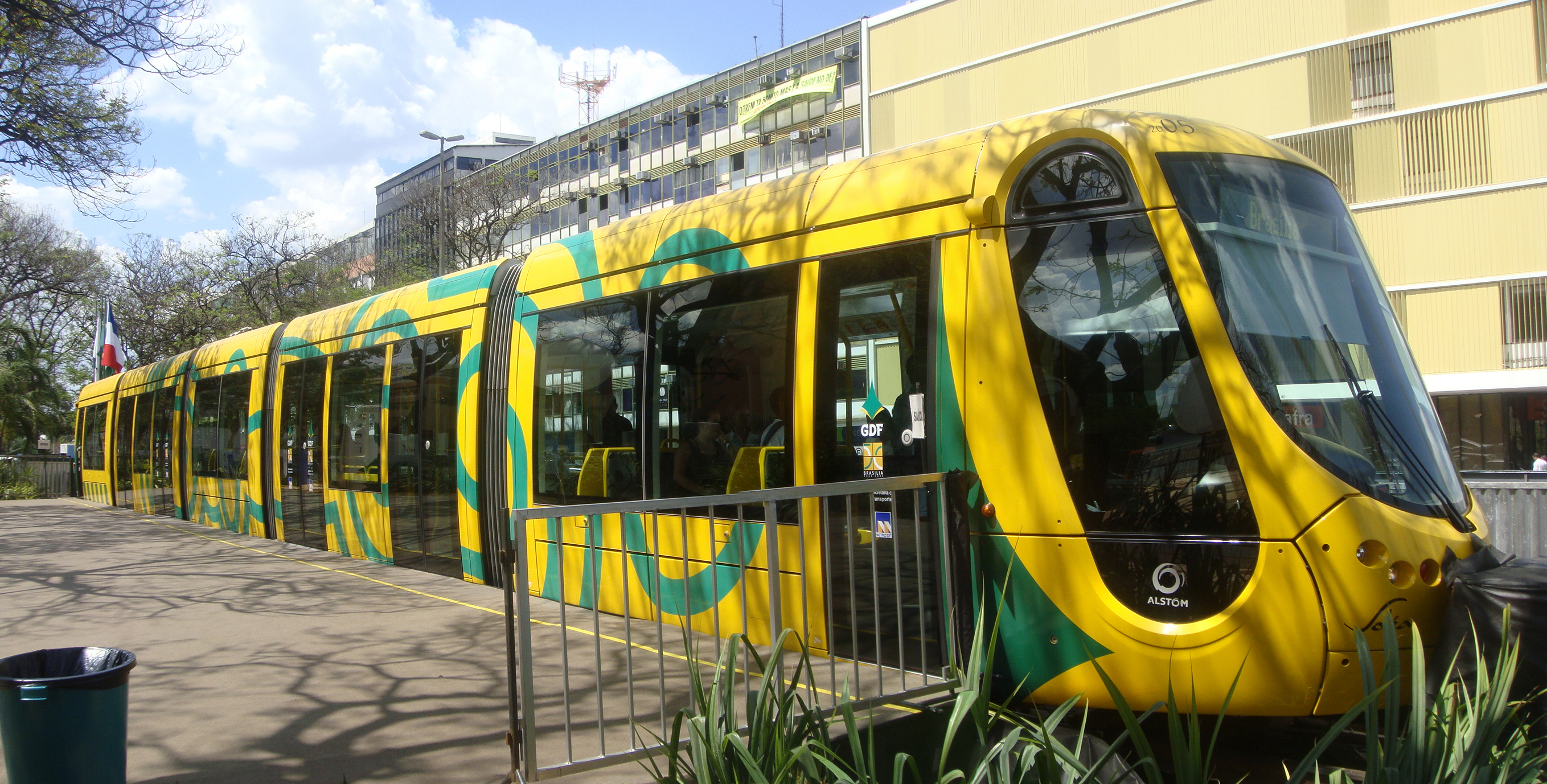
Ausgestellter Straßenbahnwagen der Reihe Citadis für Brasília

Das Straßenbahnnetz in der brasilianischen Hauptstadt Brasília befindet sich derzeit im Bau. Die Straßenbahn wird als VLT (Veículo Leve sobre Trilhos) oder Metrô Leve bezeichnet. Die Straßenbahn in Brasília sollte ursprünglich zur Fußball-Weltmeisterschaft 2014 in Brasilien in Betrieb gehen. Diese Pläne wurden 2012 unter anderem nach einem Rechtsstreit aufgegeben, ihre Fertigstellung wird erst später stattfinden. Das Straßenbahnnetz soll zur Entlastung der Metrô Brasília, des Autoverkehrs und des Busverkehrs beitragen. Sie wird eine Spurweite von 1435 mm haben. Es wird das erste moderne Straßenbahnsystem Lateinamerikas sein.
Betreiber der Straßenbahn wird die Metrô-DF (Companhia do Metropolitano do Distrito Federal) sein, die auch die U-Bahn (Metrô Brasília) betreibt. Die erste Strecke soll eine Länge von 22,6 Kilometern haben. Auf einem Teil der Strecke wird die Bahn ohne Oberleitung ausgeführt, damit das Stadtbild der UNESCO-Welterbestätte nicht beeinträchtigt wird. Sie soll vom zukünftigen Terminal Asa Norte aus in Nord-Süd-Richtung durch die Stadt zum Flughafen führen. An zwei Stationen wird es die Möglichkeit zum Umstieg zur U-Bahn geben. Derzeit ist zudem eine zweite kürzere Strecke in der Planungsphase.
Derzeit kann man in Brasília eine Straßenbahn der Reihe Alstom Citadis besichtigen, an der sich auch eine Ausstellung mit Informationstafeln zur geplanten Straßenbahnstrecke befindet.

## Geschichte
Für den Bau der ersten Phase wurde das Brastram-Konsortium ausgewählt, an dem auch Alstom Transport beteiligt ist. Den ursprünglichen Planungen nach, sollte der erste Abschnitt mit einer Länge von 8,7 Kilometern bereits 2010 eröffnen. Am 25. Juni 2009 wurde ein Partnerschaftsvertrag mit der TAM aus Montpellier abgeschlossen, die die Planungen zum Bau der Straßenbahn unterstützen sollte. Die ersten Arbeiten begannen schließlich in der ersten Jahreshälfte 2010. Bis 2010 wurde das Projekt fünfmal gerichtlich gestoppt.
2011 wurde bekannt, dass die komplette erste Strecke nicht bis zur Fußball-WM 2014 fertig sein wird und man nur die Fertigstellung des Abschnitts vom Flughafen bis zum U-Bahn-Terminal Süd mit fünf Haltestellen realisieren könne. Im September 2012 wurde bekannt, dass Brasília die Fertigstellung der Straßenbahnstrecke für die WM im Sommer 2014 aufgegeben hat. Für die Fertigstellung hätte man mindestens 24 Monate gebraucht.

## Geplanter Betrieb

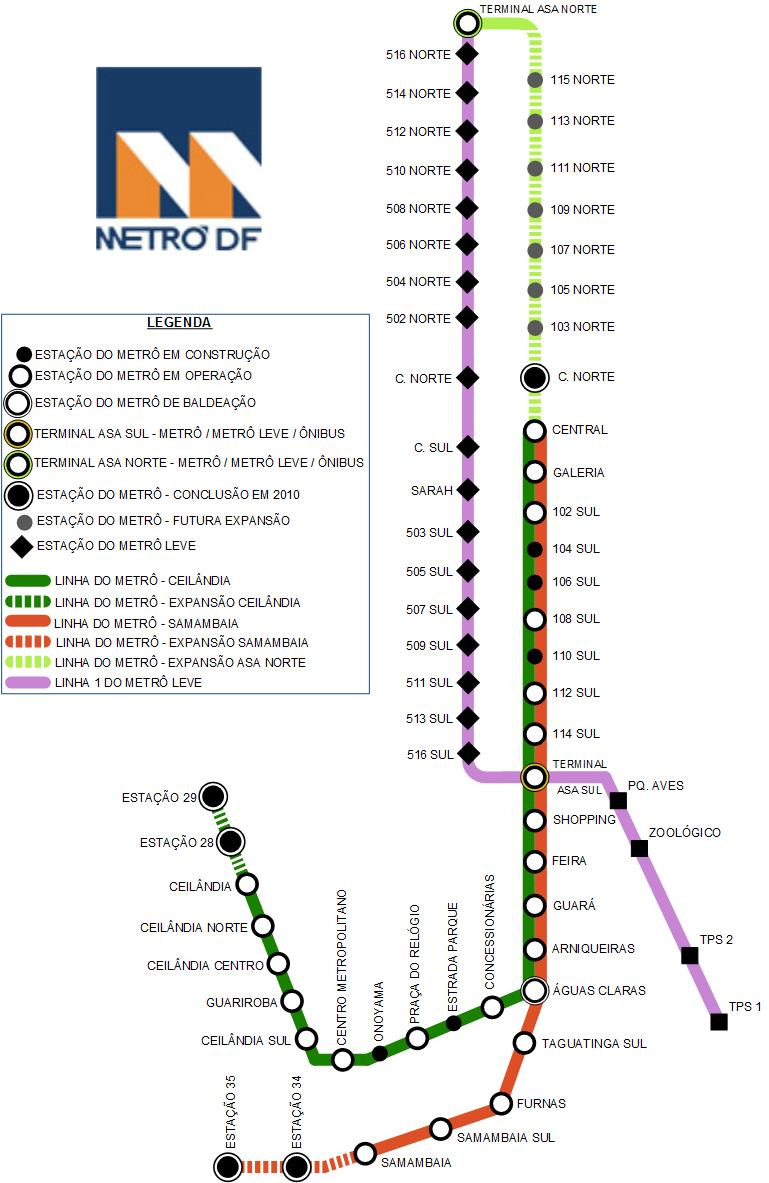
Geplante Strecke der Straßenbahn-Linie 1 (violett)

### Streckenführung
Die Straßenbahn wird vom Flughafen zum Südflügel des Plano Piloto führen und dort im Terminal Asa Sul (TAS) auf die U-Bahn treffen. Von dort aus führt sie durch den westlichen Teil der beiden Flügel des Plano Piloto entlang der Straße W3 bis nach Norden, während die U-Bahn durch die Mitte der Flügel verläuft. Im Norden endet sie am Terminal Asa Norte (TAN), wo wieder ein Umstieg in die U-Bahn möglich sein wird.

### Linien
Die Straßenbahn wird mit der Linie 1 22,6 Kilometer lang sein und 24 Stationen besitzen.
| Linie | Strecke                                                    | Stationen | Zustand    |
| ----- | ---------------------------------------------------------- | --------- | ---------- |
| 1     | Aeroporto (Flughafen) ↔ Terminal Asa Norte                 | 24        | in Bau     |
| 2     | Praça dos 3 Poderes ↔ Memorial JK - (pelo Eixo Monumental) | 7         | in Planung |